# Planta genéticamente modificada
Las plantas genéticamente modificadas han sido diseñadas para la investigación científica, para crear nuevos colores en las plantas, administrar vacunas y crear cultivos mejorados. Los genomas de las plantas se pueden diseñar mediante métodos físicos o mediante el uso de Agrobacterium para la entrega de secuencias alojadas en vectores binarios de ADN-T. Muchas células vegetales son pluripotentes, lo que significa que se puede cosechar una sola célula de una planta madura y luego, en las condiciones adecuadas, formar una nueva planta. Los ingenieros genéticos pueden aprovechar esta capacidad; mediante la selección de células que se han transformado con éxito en una planta adulta, se puede cultivar una nueva planta que contenga el transgén en cada célula a través de un proceso conocido como cultivo de tejidos.

## Investigación
Gran parte de los avances en el campo de la ingeniería genética provienen de la experimentación con el tabaco. Los principales avances en el cultivo de tejidos y los mecanismos celulares de las plantas para una amplia gama de plantas se han originado a partir de sistemas desarrollados en el tabaco. Fue la primera planta modificada genéticamente y se considera un organismo modelo no solo para la ingeniería genética, sino también para una variedad de otros campos. Como tales, las herramientas y los procedimientos transgénicos están bien establecidos, lo que la convierte en una de las plantas más fáciles de transformar. Otro organismo modelo importante relevante para la ingeniería genética es Arabidopsis thaliana. Su pequeño genoma y ciclo de vida corto hace que sea fácil de manipular y contiene muchos homólogos de importantes especies de cultivos. Fue la primera planta secuenciada, tiene abundantes recursos bioinformáticos y puede transformarse simplemente sumergiendo una flor en una solución de Agrobacterium transformada.
En la investigación, las plantas se modifican para ayudar a descubrir las funciones de ciertos genes. La forma más sencilla de hacer esto es eliminar el gen y ver qué fenotipo  se desarrolla en comparación con la forma de tipo salvaje. Cualquier diferencia es posiblemente el resultado del gen faltante. A diferencia de la mutagénesis, la ingeniería genética permite la eliminación selectiva sin alterar otros genes del organismo. Algunos genes solo se expresan en ciertos tejidos, por lo que los genes informadores, como GUS, se pueden unir al gen de interés, lo que permite la visualización de la ubicación. Otras formas de probar un gen es alterarlo ligeramente y luego devolverlo a la planta y ver si todavía tiene el mismo efecto en el fenotipo. Otras estrategias incluyen unir el gen a un promotor fuerte y ver qué sucede cuando se sobreexpresa, obligando a un gen a expresarse en una ubicación diferente o en diferentes etapas de desarrollo.

## Ornamental

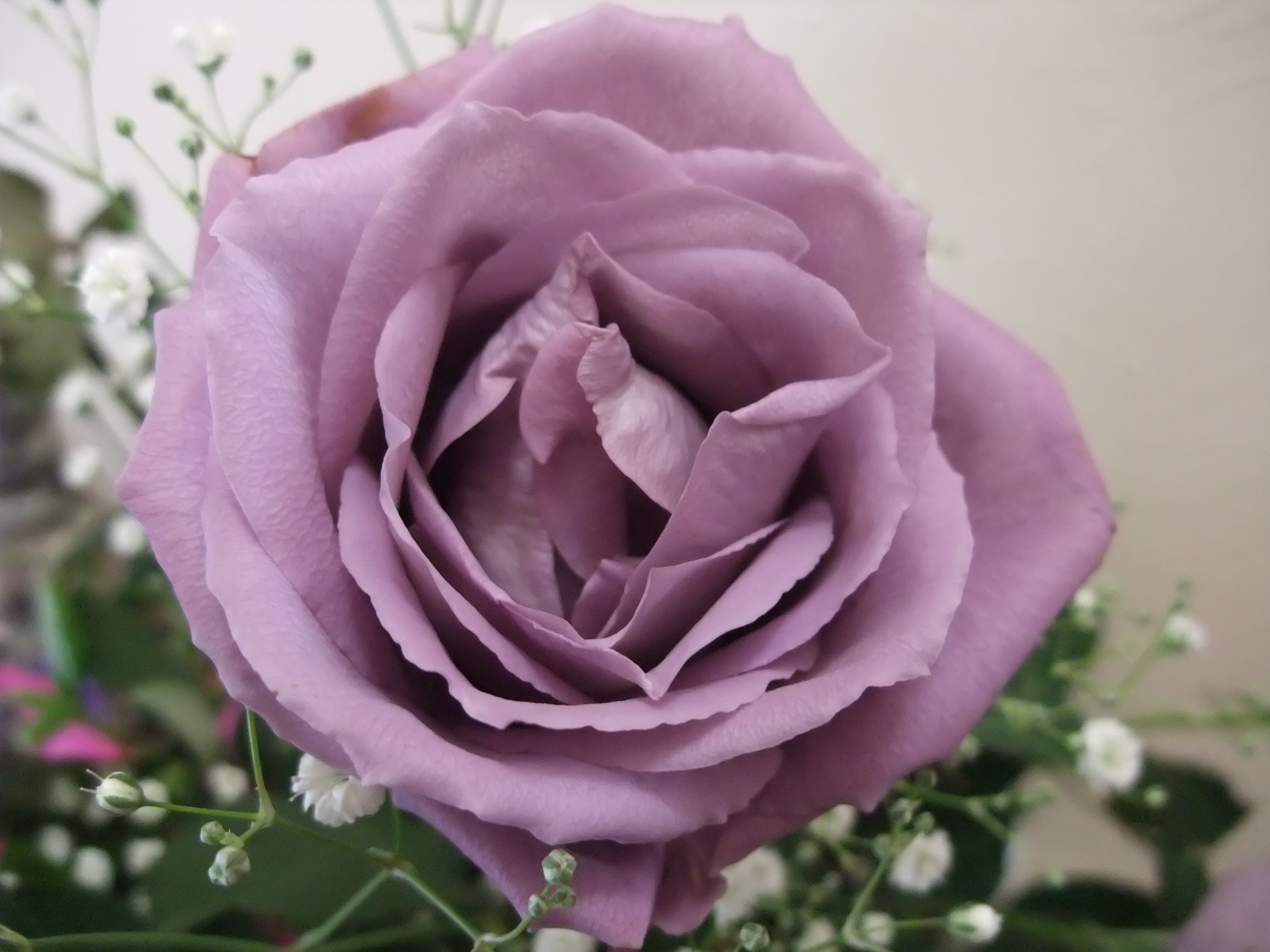
Rosa Suntory "azul"

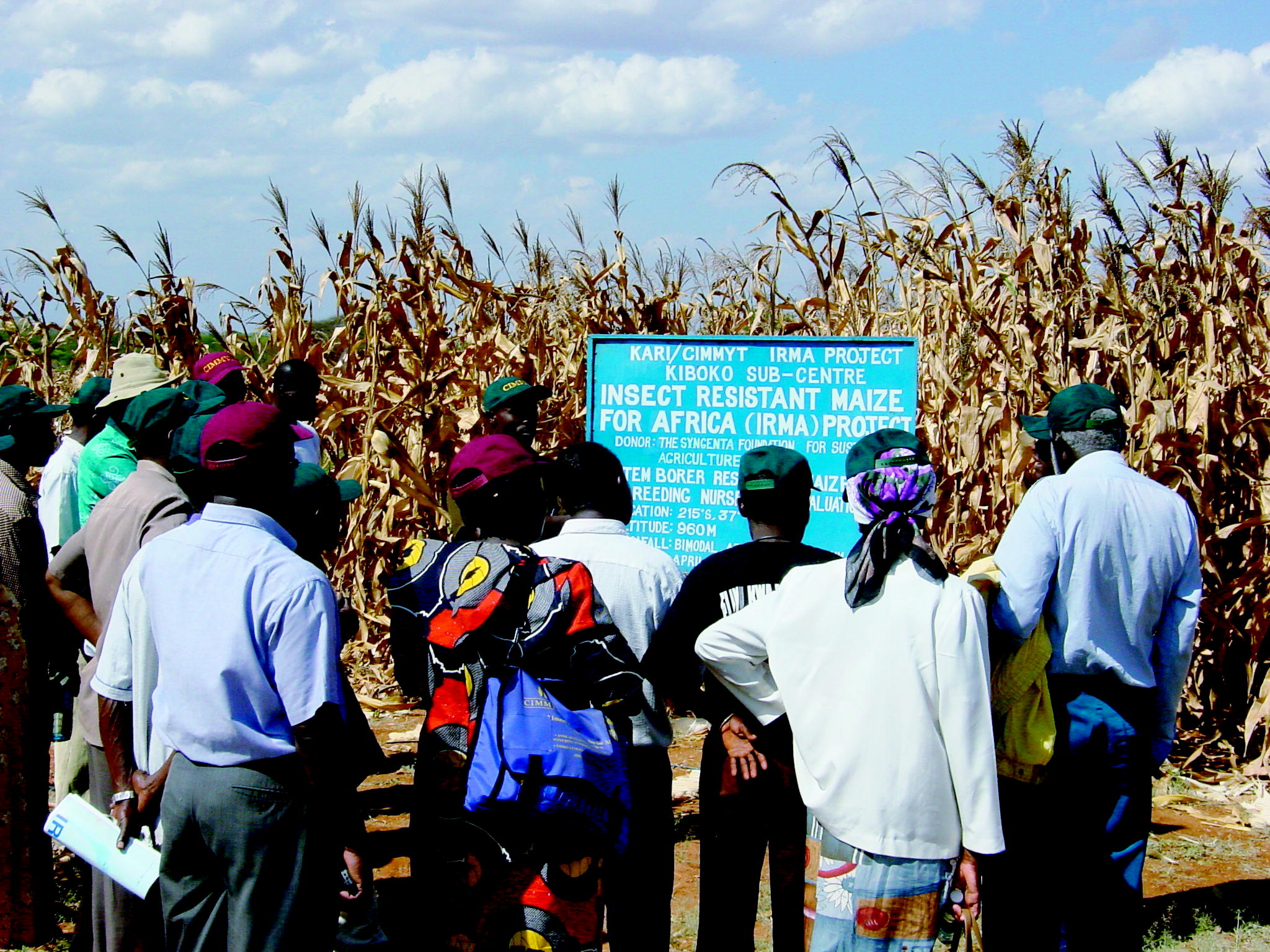
Kenianos examinando maíz Bt transgénico resistente a insectos

Algunas plantas genéticamente modificadas son puramente ornamentales. Se modifican según el color de la flor, la fragancia, la forma de la flor y la arquitectura de la planta. Las primeras plantas ornamentales modificadas genéticamente comercializaban colores alterados. Los claveles se lanzaron en 1997, con el organismo modificado genéticamente más popular, una rosa azul (en realidad lavanda o malva) creada en 2004. Las rosas se venden en Japón, Estados Unidos y Canadá. Otras plantas ornamentales modificadas genéticamente incluyen el crisantemo y la petunia. Además de aumentar el valor estético, hay planes para desarrollar plantas ornamentales que usen menos agua o sean resistentes al frío, lo que permitiría cultivarlas fuera de sus entornos naturales.

## Conservación
Se ha propuesto modificar genéticamente algunas especies de plantas amenazadas de extinción para que sean plantas y enfermedades invasoras resistentes, como el barrenador esmeralda del fresno en América del Norte, y la enfermedad fúngica, Ceratocystis platani, en los plátanos europeos. El virus de la mancha anular de la papaya (PRSV) devastó los árboles de papaya en Hawái en el siglo XX hasta que las plantas transgénicas de papaya obtuvieron resistencia derivada de patógenos. Sin embargo, la modificación genética para la conservación en plantas sigue siendo principalmente especulativa. Una preocupación única es que una especie transgénica ya no se parece lo suficiente a la especie original para afirmar verdaderamente que la especie original se está conservando. En cambio, las especies transgénicas pueden ser genéticamente lo suficientemente diferentes como para ser consideradas una nueva especie, disminuyendo así el valor de conservación de la modificación genética.

## Cultivos
Los cultivos modificados genéticamente son plantas modificadas genéticamente que se utilizan en la agricultura. Los primeros cultivos proporcionados se utilizan para alimentación animal o humana y brindan resistencia a ciertas plagas, enfermedades, condiciones ambientales, deterioro o tratamientos químicos (por ejemplo, resistencia a un herbicida). La segunda generación de cultivos tenía como objetivo mejorar la calidad, a menudo alterando el perfil de nutrientes. Los cultivos modificados genéticamente de tercera generación se pueden utilizar con fines no alimentarios, incluida la producción de agentes farmacéuticos, biocombustibles y otros bienes de utilidad industrial, así como para la biorremediación.
Hay tres objetivos principales para el avance agrícola; aumento de la producción, mejores condiciones para los trabajadores agrícolas y sostenibilidad. Los cultivos transgénicos contribuyen al mejorar las cosechas, al reducir la presión de los insectos, aumentar el valor de los nutrientes y tolerar diferentes tensiones abióticas. A pesar de este potencial, a partir de 2018, los cultivos comercializados se limitan principalmente a cultivos comerciales como el algodón, la soja, el maíz y la canola, y la gran mayoría de los rasgos introducidos brindan tolerancia a los herbicidas o resistencia a los insectos. La soja representó la mitad de todos los cultivos modificados genéticamente sembrados en 2014. La adopción por parte de los agricultores ha sido rápida, entre 1996 y 2013, la superficie total de tierra cultivada con cultivos transgénicos aumentó en un factor de 100, de 17 000 kilómetros cuadrados (4 200 787,8 acre) a 1 750 000 km 2 (432 millones de acres). Aunque geográficamente la distribución ha sido muy desigual, con un fuerte crecimiento en las Américas y partes de Asia y poco en Europa y África. Su distribución socioeconómica ha sido más uniforme, con aproximadamente el 54 % de los cultivos transgénicos en todo el mundo cultivados en países en desarrollo en 2013.

### Alimentos
La mayoría de los cultivos transgénicos se han modificado para que sean resistentes a herbicidas seleccionados, generalmente uno a base de glifosato o glufosinato. Los cultivos genéticamente modificados diseñados para resistir los herbicidas ahora están más disponibles que las variedades resistentes cultivadas convencionalmente; en los EE. UU., el 93 % de la soja y la mayor parte del maíz transgénico cultivado es tolerante al glifosato. La mayoría de los genes actualmente disponibles que se utilizan para modificar la resistencia de los insectos provienen de la bacteria Bacillus thuringiensis. La mayoría se encuentran en forma de genes de endotoxina delta conocidos como proteínas cry, mientras que unos pocos utilizan los genes que codifican las proteínas insecticidas vegetativas. El único gen utilizado comercialmente para proporcionar protección contra insectos que no se origina en B. thuringiensis es el inhibidor de tripsina de caupí (CpTI). CpTI fue aprobado por primera vez para su uso en algodón en 1999 y actualmente se encuentra en pruebas en arroz. Menos del uno por ciento de los cultivos transgénicos contenían otras características, que incluyen brindar resistencia a los virus, retrasar la senescencia, modificar el color de las flores y alterar la composición de las plantas. El arroz dorado es el cultivo transgénico más conocido que tiene como objetivo aumentar el valor de los nutrientes. Ha sido diseñado con tres genes que biosintetizan el betacaroteno, un precursor de la vitamina A, en las partes comestibles del arroz. Su objetivo es producir un alimento fortificado para ser cultivado y consumido en áreas con escasez de vitamina A en la dieta. una deficiencia que cada año se estima que mata a 670.000 niños menores de 5 años y causa 500.000 casos adicionales de ceguera infantil irreversible. El arroz dorado original produjo 1,6 μg/g de carotenoides, con un mayor desarrollo, aumentando esto 23 veces. En 2018 obtuvo sus primeras aprobaciones para su uso como alimento.

### Productos biofarmacéuticos
Las plantas y las células vegetales han sido manipuladas genéticamente para la producción de productos biofarmacéuticos en biorreactores, un proceso conocido como Pharming. Se ha trabajado con la lenteja de agua Lemna minor, el alga Chlamydomonas reinhardtii y el musgo Physcomitrella patens. Los productos biofarmacéuticos producidos incluyen citocinas, hormonas, anticuerpos, enzimas y vacunas, la mayoría de los cuales se acumulan en las semillas de las plantas. Muchos medicamentos también contienen ingredientes vegetales naturales y las vías que conducen a su producción se han alterado genéticamente o se han transferido a otras especies de plantas para producir un mayor volumen y mejores productos. Otras opciones para los biorreactores son los biopolímeros y los biocombustibles. A diferencia de las bacterias, las plantas pueden modificar las proteínas después de la traducción, lo que les permite producir moléculas más complejas. También presentan menos riesgo de ser contaminados. Se han cultivado productos terapéuticos en células transgénicas de zanahoria y tabaco,  incluido un tratamiento farmacológico para la enfermedad de Gaucher. 

### Vacunas
La producción y almacenamiento de vacunas tiene un gran potencial en las plantas transgénicas. Las vacunas son costosas de producir, transportar y administrar, por lo que tener un sistema que pudiera producirlas localmente permitiría un mayor acceso a las áreas más pobres y en desarrollo. Además de purificar vacunas expresadas en plantas, también es posible producir vacunas comestibles en plantas. Las vacunas comestibles estimulan el sistema inmunológico cuando se ingieren para proteger contra ciertas enfermedades. El almacenamiento en plantas reduce el costo a largo plazo, ya que pueden diseminarse sin necesidad de almacenamiento en frío, no necesitan purificarse y tienen estabilidad a largo plazo. Además, estar alojado dentro de las células vegetales brinda cierta protección contra los ácidos intestinales durante la digestión; el costo de desarrollar, regular y contener plantas transgénicas es alto, lo que lleva a que la mayoría de los desarrollos actuales de vacunas a base de plantas se apliquen a la medicina veterinaria, donde los controles no son tan estrictos.